# Nicolás B. Hermoza
Nicolás B. Hermoza fue un médico, catedrático de la Universidad de San Marcos y político peruano. 
Fue elegido senador por el departamento del Cusco en 1900 durante el gobierno de Eduardo López de Romaña. Por otro lado, fue elegido como senador suplente por el mismo departamento En 1899 y, nuevamente, entre 1901 y 1904 durante la República Aristocrática.
Entre 1907 y 1919 estuvo a cargo de la cátedra de farmacia en la Facultad de San Fernando de la Universidad de San Marcos.